# Matungao
Matungao est une localité de la province de Lanao du Nord, aux Philippines. En 2015, elle compte 13 975 habitants.